# Øster Egede Kirke
Øster Egede Kirke ligger i umiddelbar tilslutning til herregården Jomfruens Egede. Da den tilhørende landsby blev afbrændt af svenskerne under Svenskerkrigene i 1658 kom landsbyens jorder og kirken under Jomfruens Egede indtil 1994. Kirken består af et langhus fra 1608, mens det romanske tårn er det eneste der er tilbage af den oprindelige kirke.
Senest er kirken blevet kendt for brylluppet 3. marts 2007 mellem prinsesse Alexandra og Martin Jørgensen.

## Eksterne kilder og henvisninger
- Øster Egede Kirke hos KortTilKirken.dk
- Øster Egede Kirke i bogværket Danmarks Kirker (udg. af Nationalmuseet)

- Wikimedia Commons har flere filer relateret til Øster Egede Kirke